# Kina i olympiska vinterspelen 2014
Kina deltog i de olympiska vinterspelen 2014 i Sotji, Ryssland, med en trupp på 66 atleter fördelat på 9 sporter. Fanbärare av den kinesiska truppen på invigningen i Sotjis Olympiastadion var Tong Jian som tävlade konståkning.

## Medaljörer[1]
| Valör  | Namn                                         | Sport                         | Gren                                    | Datum       |
| ------ | -------------------------------------------- | ----------------------------- | --------------------------------------- | ----------- |
| Guld   | Li Jianrou                                   | Short track                   | Damernas 500 meter                      | 13 februari |
| Guld   | Zhang Hong                                   | Hastighetsåkning på skridskor | Damernas 1 000 meter i hastighetsåkning | 13 februari |
| Guld   | Zhou Yang                                    | Short track                   | Damernas 1 500 meter i short track      | 15 februari |
| Silver | Han Tianyu                                   | Short track                   | Herrarnas 1 500 meter                   | 10 februari |
| Silver | Xu Mengtao                                   | Freestyle                     | Damernas hopp                           | 14 februari |
| Silver | Fan Kexin                                    | Short track                   | Damernas 1 000 meter                    | 21 februari |
| Silver | Wu Dajing                                    | Short track                   | Herrarnas 500 meter                     | 21 februari |
| Brons  | Jia Zongyang                                 | Freestyle                     | Herrarnas hopp                          | 14 februari |
| Brons  | Wu Dajing Chen Dequan Han Tianyu Shi Jingnan | Short track                   | Herrarnas stafett                       | 21 februari |